# Пауини

Пауини на карте штата.

Пауини (порт. Pauini) — муниципалитет в Бразилии, входит в штат Амазонас. Составная часть мезорегиона Юг штата Амазонас. Входит в экономико-статистический микрорегион Бока-ду-Акри. Население составляет 18 166 человек на 2010 год. Занимает площадь 41 620,62 км². Плотность населения — 0,44 чел./км².
Праздник города — 19 марта.

## История
Город основан 19 марта 1956 года.

## Границы
Муниципалитет граничит:
- на севере —  муниципалитет Итамарати
- на востоке —  муниципалитет Лабреа
- на юге —  муниципалитет Бока-ду-Акри
- на юго-западе —  штат Акри
- на западе —  муниципалитет Энвира

## Демография
Согласно сведениям, собранным в ходе переписи 2010 г. Национальным институтом географии и статистики (IBGE), население муниципалитета составляет:
| Полное население                               | Полное население                               | Полное население                               | Полное население                               | 18 166 |
| ---------------------------------------------- | ---------------------------------------------- | ---------------------------------------------- | ---------------------------------------------- | ------ |
| в том числе:                                   | Городское население                            | 9264                                           | Процент городского населения, %                | 51,00  |
|                                                | Сельское население                             | 8902                                           | Процент сельского населения, %                 | 49,00  |
|                                                | Мужское население                              | 9490                                           | Процент мужского населения, %                  | 52,24  |
|                                                | Женское население                              | 8676                                           | Процент женского населения, %                  | 47,76  |
| Плотность населения, чел/км²                   | Плотность населения, чел/км²                   | Плотность населения, чел/км²                   | Плотность населения, чел/км²                   | 0,44   |
| Население муниципалитета в % к населению штата | Население муниципалитета в % к населению штата | Население муниципалитета в % к населению штата | Население муниципалитета в % к населению штата | 0,52   |

По данным оценки 2015 года, население муниципалитета составляет 19 378 жителей.

## Важнейшие населенные пункты
| № | Населённый пункт | Населённый пункт (порт.) | Категория | Население чел. (2010) | На карте                       |
| - | ---------------- | ------------------------ | --------- | --------------------- | ------------------------------ |
| 1 | Пауини           | Pauini                   | город     | 9264                  | 7°42′38″ ю. ш. 66°59′57″ з. д. |
| 2 | Сеу-ду-Мапия     | Céu do Mapiá             | поселок   | 933                   | 8°17′38″ ю. ш. 67°37′04″ з. д. |